# موردايك
موردايك Moerdijk  بلدية وبلدة بمقاطعة شمال برابنت، جنوبي هولندا.

## طوبوغرافيا
خريطة طوبوغرافية هولندية لبلدية موردايك، يونيو 2015، (تقرأ بعد ثلاث نقرات على الخريطة).

## أعلام
- فيم فان إست